# Jacques Tati

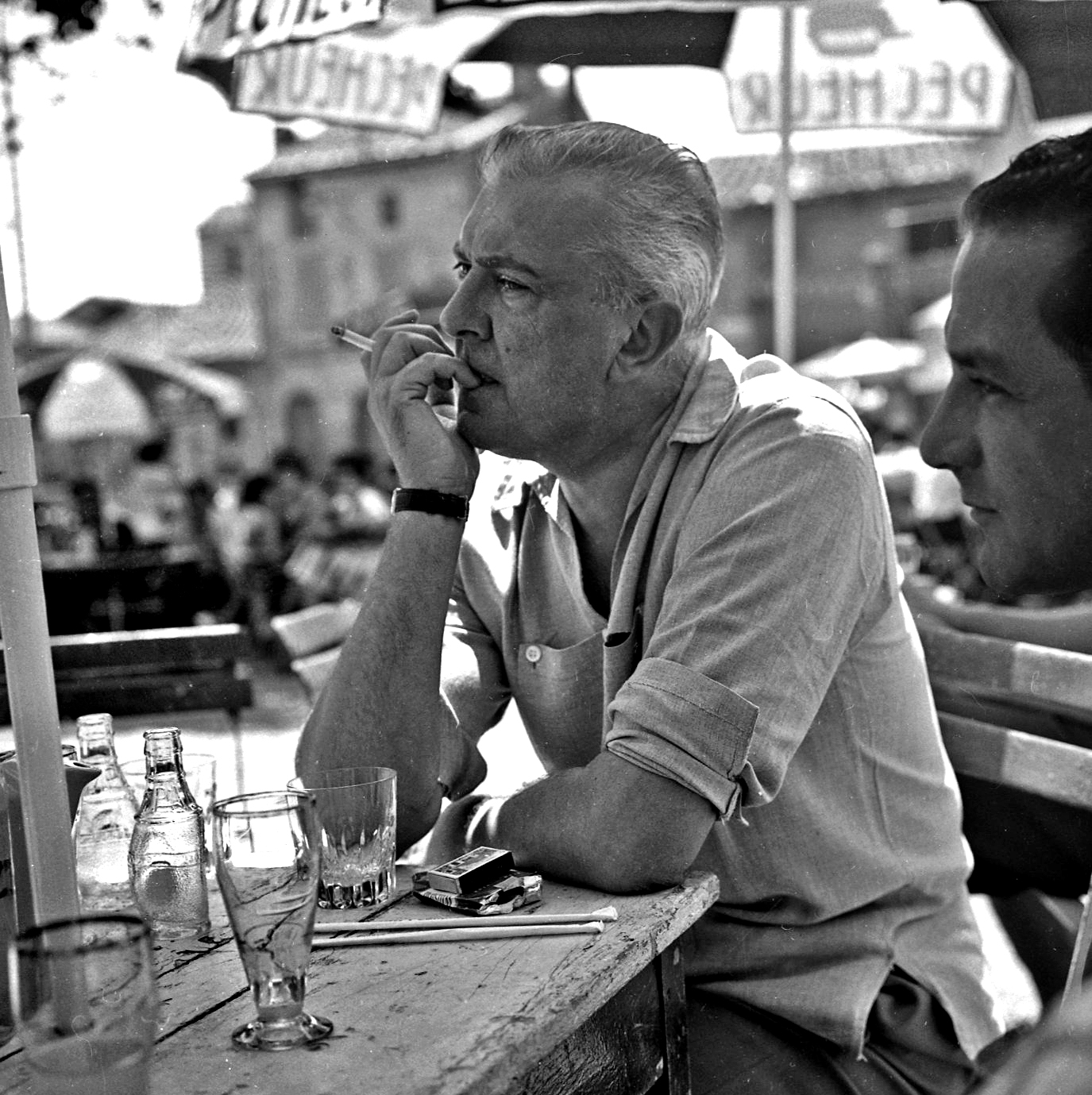
Jacques Tati 1961.

Jacques Tati, ursprungligen Jacques Tatischeff, född 9 oktober 1907 i Le Pecq i Yvelines, Frankrike, död 5 november 1982 i Paris, var en fransk komiker, filmregissör och skådespelare. 
Som liten blev han intresserad av sport, speciellt rugby. På 1930-talet började han göra komiska kortfilmer, med sig själv i huvudrollen. 1947 gjorde han kortfilmen Skolan för brevbärare som utvecklades till en hel långfilm med namnet Fest i byn två år senare. Flera av Tatis karaktäristiska drag finns med i filmen. Humorn är till största delen visuell, liknande stumfilmer med en dialog som främst  syftar till att förklara handlingen och föra den framåt. Filmens icke-visuella humor är mest i form av ljudeffekter och Tati använder såväl röster som bakgrundsljud på ett kreativt sätt för att skapa humor. En del i filmens handling är västvärldens förmåga att förlita sig på teknik för att lösa sina problem, ett tema som kom att återkomma i Tatis senare filmer.
Tati är mest känd för sin rollfigur Monsieur Hulot, en tystlåten och försynt man med pipa, hatt och lustig gång, som debuterade 1953 i Semestersabotören. Filmen blev bland annat Oscar-nominerad för bästa manus. Hulot-figuren har drag från en inhemsk fransk humortradition och stumfilmstidens amerikanska slapstick. Filmkritikern André Bazin skrev när Semestersabotören kom ut hur han i Hulot såg drag av Max Linder, Mack Sennett, Charlie Chaplin och Buster Keaton. 
I Min onkel spelar Tati återigen Monsieur Hulot. Filmen är en satir över det moderna samhället och blev Tatis största framgång; den vann 1958 Prix du Jury vid filmfestivalen i Cannes och ett år senare en  Oscar för bästa utländska film.
Tati var perfektionist, vilket resulterade i att det ofta gick minst fem år mellan varje film. Han skrev själv manus till samtliga filmer, och var särskilt noggrann med ljudläggningen av filmerna.
Playtime (1967) var Tatis största projekt där ett stort inspelningsområde byggdes upp utanför Paris. Projektet pågick länge och använde 70 mm-film vilket gjorde produktionen dyr. I filmen omger sig en alltmer förvirrad Monsieur Hulot av modernistisk arkitektur och ny teknik i det centrala Paris. Trots god kritik blev det ingen publiksuccé. 
Skulderna som filmen medförde gjorde att Tati återigen använde sig av karaktären Hulot i Trafic (1971). Hans insolvens gjorde emellertid att han drog sig ur filmindustrin. Hans sista projekt skedde i Sverige med filmen Parade  som spelades in på Cirkus i Stockholm 1973. Den består av ett antal cirkus- och varieténummer presenterade av Tati. 
Tati har bland annat inspirerat Lasse Åberg och dennes film Sällskapsresan (1980).

## Eftermäle
Asteroiden 14621 Tati är uppkallad efter honom.

## Galleri

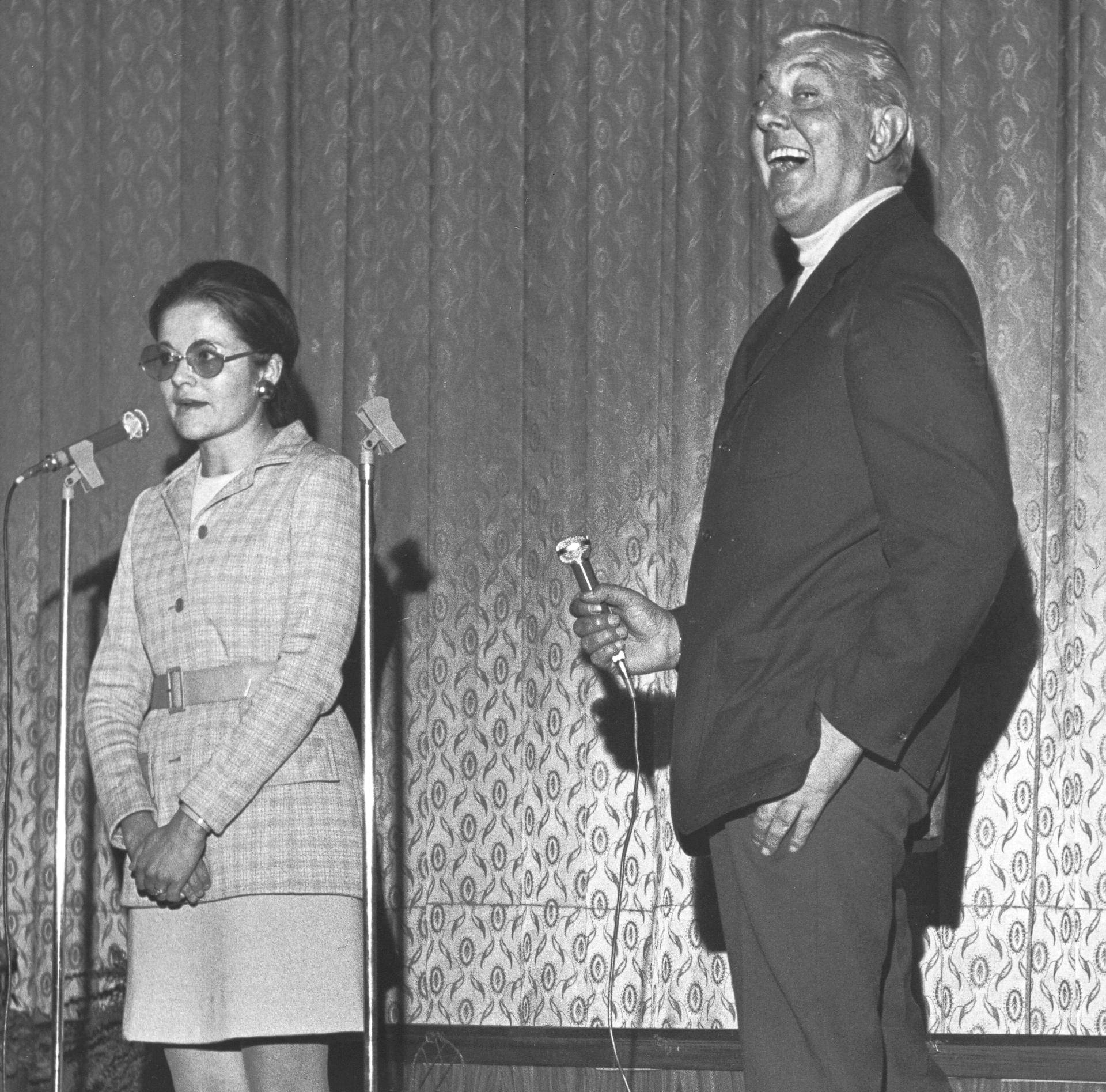
Jacques Tati presenterar film i Finland 1969.
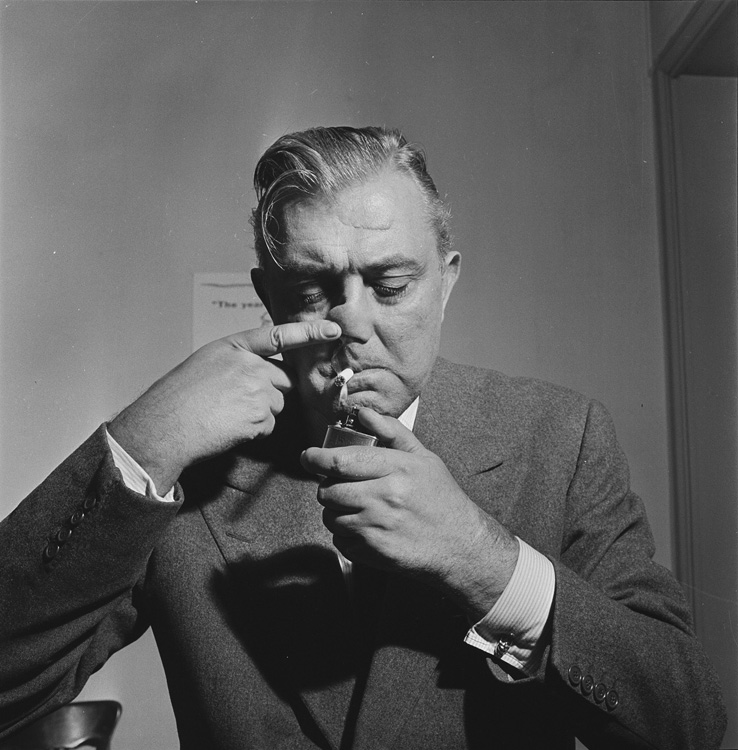
Jacques Tati 1955.
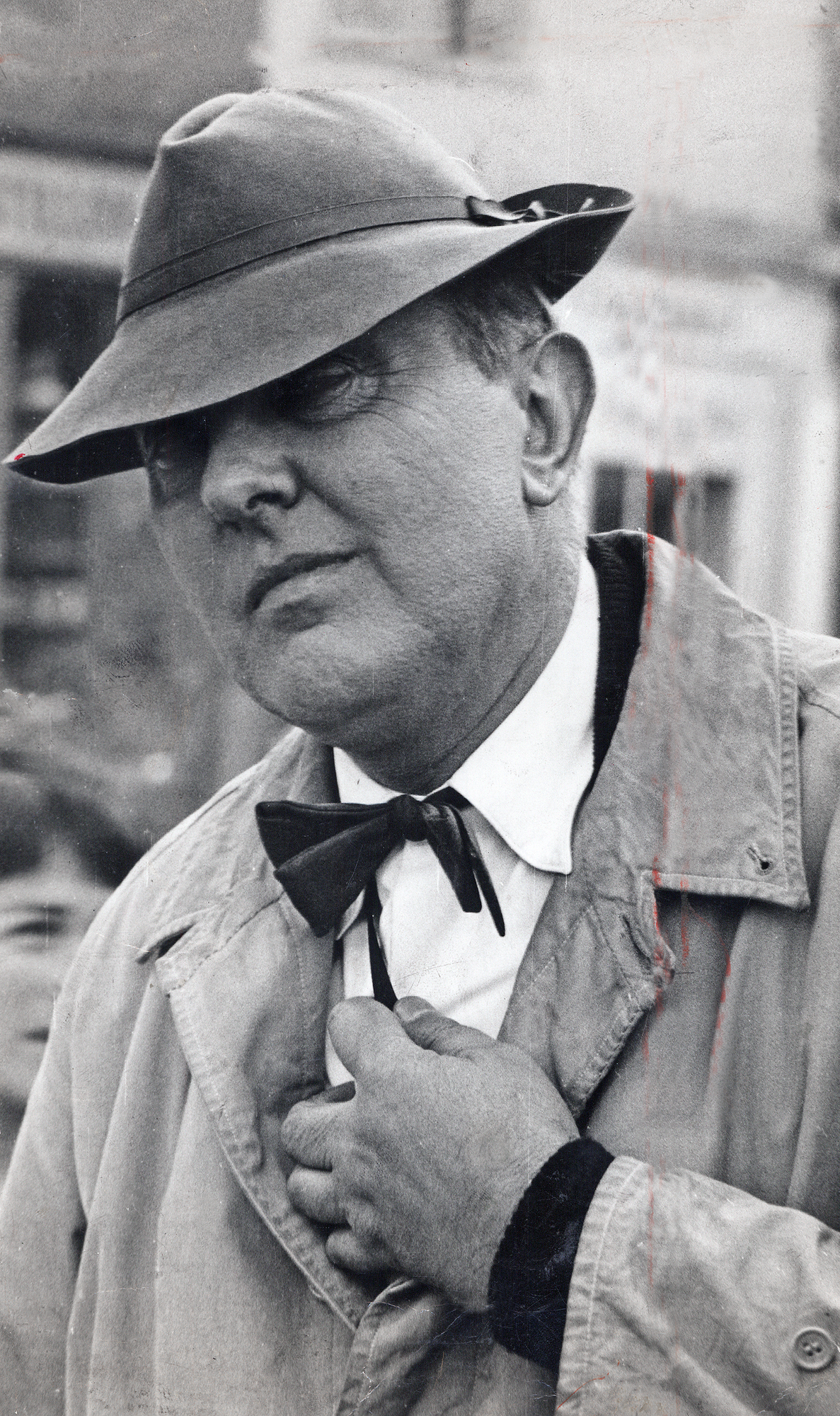
Jacques Tati som Monsieur Hulot 1959.
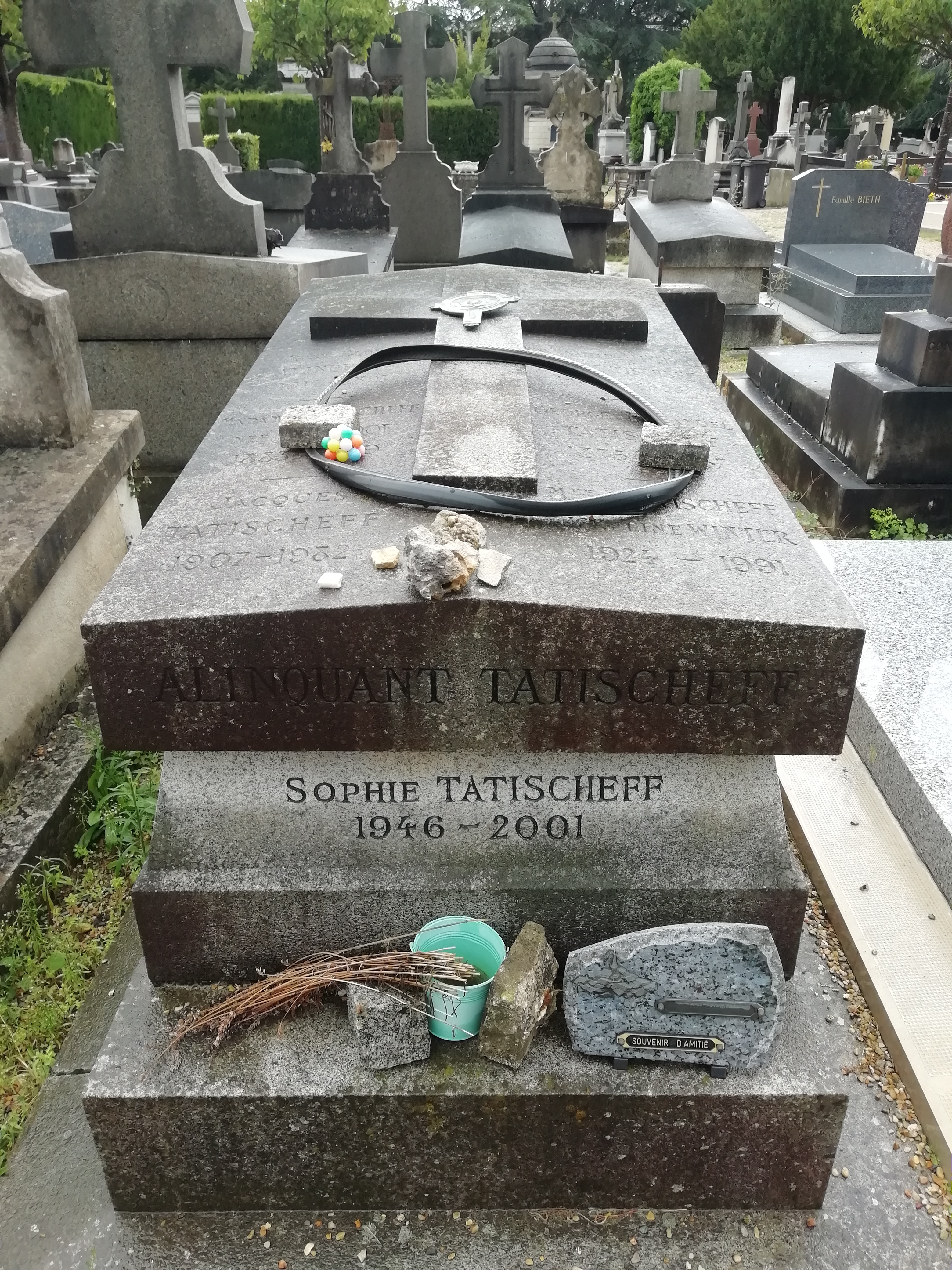
Jacques Tatis grav.
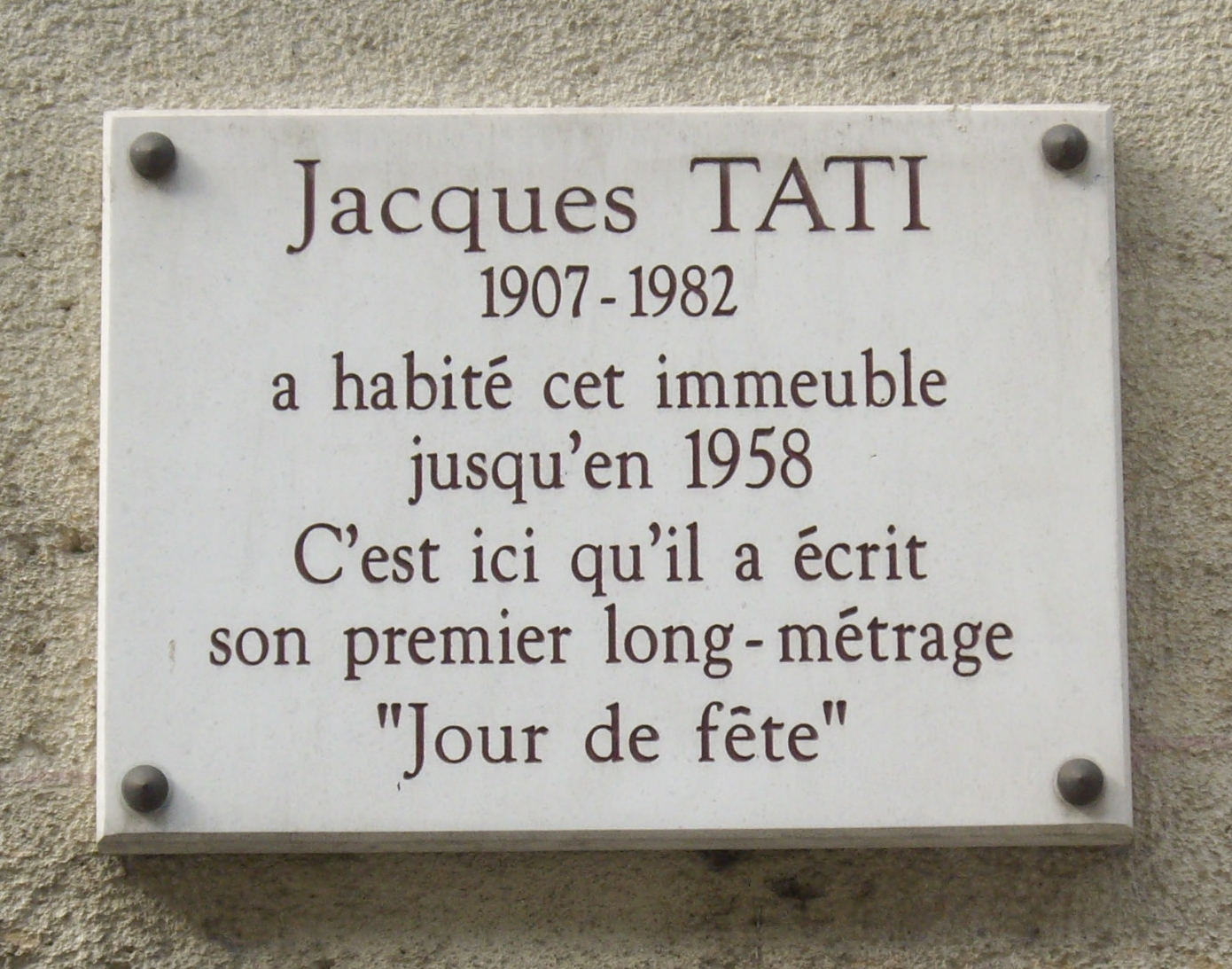
Minnestavla i Paris.

## Filmografi
Regi, roll och manus, om inget annat anges
- 1932 – Oscar, champion de tennis (kortfilm; ej regi)
- 1934 – On demande une brute (ej regi)
- 1935 – Gai Dimanche (kortfilm; medregi: Jacques Berr)
- 1936 – Träna upp din vänsterkrok! (kortfilm; ej regi)
- 1947 – Skolan för brevbärare (kortfilm)
- 1948 – Fest i byn (även kallad Den glade brevbäraren)
- 1953 – Semestersabotören
- 1958 – Min onkel
- 1967 – Kvällskursen (kortfilm; ej regi)
- 1967 – Playtime
- 1971 – Trafic
- 1973 – Parade (TV-film inspelad på Cirkus i Stockholm)
- 1978 – Forza Bastia (kortfilm; släppt 2002)
- 2010 – Illusionisten (manus)

Endast roll
- 1946 – Sylvie et le fantôme
- 1947 – Djävulen i kroppen